# Непал на летних Олимпийских играх 1976
Непал принимал участие в Летних Олимпийских играх 1976 года в Монреале (Канада) в третий раз за свою историю, но не завоевал ни одной медали. Делегация Непала состояла из одного марафонца Байкунты Манандхара. Он закончил забег на 50-м месте.

## Предыстория
Олимпийский комитет Непала был признан Международным олимпийским комитетом 31 декабря 1962 года. Первыми играми, в которых страна приняла участие, стали летние Олимпийские игры в Токио 1964 года. Непальцы пропустили следующие игры, но затем вернулись на Олимпийских играх 1972 года в Мюнхене и с тех пор принимали участие во всех летних олимпиадах. Летние Олимпийские игры 1976 года проходили в Монреале, Канада, с 17 июля по 1 августа 1976 года; в них приняли участие в общей сложности 6084 спортсмена, представляющих 92 национальных Олимпийских комитета. Непал отправил в Монреаль только одного спортсмена, марафонца Байкунту Манандхара.

## Атлетика
Байкунтхе Манандхару было 23 года во время Олимпийских игр в Монреале, это было его первое выступление на Олимпийских играх. 31 июля он принял участие в марафоне и финишировал за 2 часа 30 минут и 7 секунд. Он занял 50-е место из 60 участников, финишировавших в марафоне. Золотую медаль завоевал Вальдемар Церпински из ГДР со временем 2 часа 9 минут 55 секунд; серебряную медаль завоевал Фрэнк Шортер из Соединенных Штатов, а бронзу завоевал Карел Лисмонт из Бельгии.
| Спортсмен           | Дисциплина        | Финал   | Финал |
| Спортсмен           | Дисциплина        | Время   | Место |
| ------------------- | ----------------- | ------- | ----- |
| Байкунтха Манандхар | марафон (мужчины) | 2:30:07 | 50    |